# Коррупция в Албании
Коррупция в Албании является актуальной проблемой; по данным Барометра мировой коррупции 2013 года, 66 % респондентов указали, что уровень коррупции в Албании увеличился.
В Индексе восприятия коррупции за 2017 год страна занимает 91-е место из 180 стран, набрав 38 баллов (39 в 2016 году, 36 в 2015 году, 33 в 2014 году и 31 в 2013 году).
Коррупция по-прежнему считается одним из самых влиятельных факторов для открытия бизнеса в Албании. Несмотря на то, что существует антикоррупционная правовая база Албании, она слабо работает, а количество обвинительных приговоров в коррупции все еще очень низкое.

## Коррупция в Албании и развитие человека
После 1990 года Албания перешла от централизованной экономики к либеральной. Либерализация принесла как положительные, так и отрицательные последствия для политики, экономики и других социальных аспектов. Выделяются два основных компонента, которые показывают прогресс страны в достижении успеха: экономический рост (наиболее часто используемый и обсуждаемый индикатор прогресса), хотя в течение последних двух десятилетий рассматривался показатель, основанный на совокупности здоровья населения, уровня образования и доходов. Вторым показателем является уровень коррупции, который согласно научным исследованиям определяет прогресс страны. Эмпирическое исследование Эглантины Хюса (алб. Eglantina Hysa) 2011 года показывает, что существует статистически значимая отрицательная связь между индексами коррупции и человеческим развитием. Данные исследования, сравнивающие Албанию с другими странами Европейского союза, показывают, что более коррумпированные страны, как правило, имеют более низкий уровень человеческого развития. В случае Албании взаимосвязь между коррупцией и человеческим развитием оказывается намного сильнее, чем в странах Европейского союза.